# Santa Venetia
Santa Venetia est une census-designated place située dans le comté de Marin, dans l’État de la Californie, aux États-Unis. Sa population s’élevait à 4 292 habitants lors du recensement de 2010.

## Source
- (en) Cet article est partiellement ou en totalité issu de l’article de Wikipédia en anglais intitulé « Santa Venetia, California » (voir la liste des auteurs).